# وانگ کوانگ-شی
وانگ کوانگ-شی (انگلیسی: Wang Kuang-shih؛ زادهٔ ۲ اوت ۱۹۶۷) بازیکن بیسبال اهل تایوان است.